# Edward Owen
Edward "Eddie" Owen (Manchester, 6 de novembre de 1886 – Woolwich, Londres, 24 de setembre de 1949) va ser un atleta britànic que va competir a començaments del segle xx.
El 1908 va prendre part en els Jocs Olímpics de Londres, on guanyà la medalla de plata en la prova de les cinc milles.
Quatre anys més tard, als Jocs d'Estocolm guanyà la medalla de bronze en els 3000 metres per equip, mentre en els 1500 metres quedà eliminat en sèries.